# Кош, Хуберт
Ху́берт Кош (венг. Kós Hubert; род. 28 марта 2003, Telki, Пешт-Пилиш-Шольт-Кишкун) — венгерский пловец, олимпийский чемпион 2024 года, двукратный чемпион мира, трёхкратный чемпион Европы. Универсал, выступает на высшем уровне в плавании на спине, баттерфляем, кролем, комплексном плавании, наибольших успехов добился в плавании на спине на дистанции 200 метров.

## Биография
Родился 28 марта 2003 года в Телки, предместье Будакеси в Венгрии.
На чемпионате Европы по плаванию на короткой воде в 2021 году в Казани выступал в составе национальной сборной Венгрии. Плыл как индивидуальные дистанции, так и в эстафете. На дистанции 400 метров комплексным плаванием завоевал бронзовую медаль.
В 2021 году принял участие в соревнованиях летних Олимпийских игр в Токио. На дистанции 200 метров комплексным плаванием был двадцатым с результатом в квалификации 1:58,47. В эстафетном заплыве 4 по 100 комплексом в составе венгерской команды стал тринадцатым.
В 2022 году на чемпионате Европы в Риме завоевал золотую медаль на дистанции 200 метров комплексным плаванием.
В на чемпионате мира 2023 года в Фукуоке завоевал чемпионский титул на дистанции 200 метров на спине с результатом 1:54,14, установив новый национальный рекорд.
В июне 2024 года на чемпионате Европы в Белграде завоевал пять медалей: два золота, два серебра и одну бронзу.
В июле 2024 года на Олимпийских играх в Париже стал чемпионом на дистанции 200 метров на спине с результатом 1.54,26. На дистанции 100 метров на спине показал лучшее время в предварительных заплывах, установив рекорд Венгрии (52,78), но затем занял только 10-е место в полуфинале (52,98) и не отобрался в финал.
На чемпионате мира в 2025 года в Сингапуре на дистанции 200 метров комплексным плаванием завоевал бронзовую медаль (1.55.34). На следующий день стал чемпионом мира на дистанции 200 метров на спине.